# Схеллекенс, Анне
Анне Схеллекенс (нидерл. Anne Schellekens, род. 18 апреля 1986) — голландская спортсменка, гребчиха, призёр чемпионата Европы, чемпионата мира по академической гребле, а также Летних Олимпийских игр 2012 года.

## Биография
Анне Схеллекенс родилась 18 апреля 1986 года в нидерландском городе Роттердаме, Южная Голландия. Состоит и тренируется в клубе «U.S.R. Triton», Утрехт. Профессиональную карьеру гребца начала в 2005 году. Первые соревнования международного уровня на которых Схеллекенс приняла участие был — III этап кубка мира по академической гребле 2009 года в Люцерне (2009 WORLD ROWING CUP III). В составе восьмёрки с результатом 06:13.490 её команда заняла 3 место, уступив первенство соперницам из США (06:13.180 — 2е место) и Румынии (06:10.760 — 1е место). В этом заплыве она выступила в качестве рулевой.
На чемпионате мира по академической гребле в Познани 2009 года Схеллекенс заработала бронзовую медаль в заплыве восьмёрок. Голландская команда гребцов с результатом 6:07.43 уступила соперницам из Румынии и США.
На Летние Олимпийские игры 2012 года в Лондоне Схеллекенс была заявлена в состав восьмёрки в качестве рулевой. Команда голландских гребцов пришла к финишу третьей и заработала бронзовую медаль (06:13.120), уступив соперницам из Канады (06:12.060 — 2е место) и США (06:10.590 — 1е место).